# Бірлікшильський сільський округ
Бірлікши́льський сільський округ (каз. Бірлікшіл ауылдық округі, рос. Бирликшильский сельский округ) — адміністративна одиниця у складі Жарминського району Абайської області Казахстану. Адміністративний центр — село Сулусари.
Населення — 435 осіб (2021; 583 у 2009, 967 у 1999, 1616 у 1989).
Станом на 1989 рік існувала Бірлікшильська сільська рада (села Ігоревка, Ільїнка, Казанчункур, Саратовка, Філіпповка) з центром у селі Ігоревка. Село Бірлікшил було ліквідовано 1998 року, села Казан-Чункур, Койтас були ліквідовані 2013 року.

## Склад
До складу округу входять такі населені пункти:
| Населений пункт    | Старі назви              | Населення, осіб (1989) | Населення, осіб (1999) | Населення, осіб (2009) | Населення, осіб (2021) |
| ------------------ | ------------------------ | ---------------------- | ---------------------- | ---------------------- | ---------------------- |
| Бірлікшил, село    | Бірлікшиль, Ільїнка      | 88                     | -                      | -                      | -                      |
| Казан-Чункур, село | Казанчункур, Казаншункур | 236                    | 115                    | 40                     | -                      |
| Койтас, село       | Саратовка                | 212                    | 85                     | 31                     | -                      |
| Сулусари, село     | Ігоревка                 | 870                    | 637                    | 452                    | 386                    |
| --Єнбекту, село    | -                        | -                      | -                      | 4                      | 2                      |
| Шимилдик, село     | Філіпповка               | 210                    | 130                    | 56                     | 47                     |